# Болонське сільське поселення (Амурський район)
Боло́нське сільське поселення (рос. Болоньское сельское поселение) — сільське поселення у складі Амурського району Хабаровського краю Росії.
Адміністративний центр — село Болонь.

## Населення
Населення сільського поселення становить 697 осіб (2019; 1081 у 2010, 1385 у 2002).

## Історія
Болонська сільська рада утворена 27 листопада 1942 року у складі Комсомольського району. 7 серпня 1948 року сільська рада перетворена в селищну раду, так як селище Болонь отримало статус селища міського типу. 14 лютого 1963 року селищна рада увійшла до складу новоствореного Амурського промислового району, з 14 січня 1965 року — Амурського району.
1992 року селищна рада перетворена в селищну адміністрацію. 27 січня 1999 року селищна адміністрація перетворена в сільську адміністрацію, так як смт Болонь втратило міський статус і стало селом. 2004 року сільська адміністрація перетворена в сільське поселення.

## Склад
До складу сільського поселення входять:
| Населений пункт        | Населення, осіб (2002) | Населення, осіб (2010) |
| ---------------------- | ---------------------- | ---------------------- |
| Болонь, село           | 1136                   | 946                    |
| Казарма 207 км, селище | 7                      | 15                     |
| Казарма 213 км, селище | 1                      | 0                      |
| Менгон, селище         | 111                    | 36                     |
| Роз'їзд 18, селище     | 50                     | 33                     |
| Роз'їзд 21, селище     | 19                     | 21                     |
| Хевчен, селище         | 61                     | 30                     |